# مارک فلدمن
مارک فلدمن (انگلیسی: Marc Feldmann؛ زادهٔ ۲ دسامبر ۱۹۴۴) دانشمند در زمینه ایمنی‌شناسی اهل استرالیا است.
وی همچنین برندهٔ جوایزی همچون همکار انجمن سلطنتی، جایزه کرافورد، جایزه گاردینر، و جایزه پژوهش پزشکی بالینی لسکر-دی‌بیکی شده‌است.